# Okoniny (województwo kujawsko-pomorskie)
Okoniny – wieś borowiacka w Polsce, położona w województwie kujawsko-pomorskim, w powiecie tucholskim, w gminie Śliwice, na obszarze Borów Tucholskich, nad jeziorem Okonińskim.

## Krótki opis
W latach 1975–1998 miejscowość administracyjnie należała do województwa bydgoskiego. Według Narodowego Spisu Powszechnego (III 2011 r.) liczyła 79 mieszkańców. Jest szesnastą co do wielkości miejscowością gminy Śliwice. W miejscowości znajduje się kaplica św. Huberta.